# Wiley (rapper)
Wiley (alias Wiley Kat of Eski Boy) is een Brits rapper uit oost Londen. Richard Kylea-Cowie zoals zijn echte naam luidt, is een van de oprichters van de Roll Deep Crew, die een aantal hits hadden met songs als "The Avenue" en "When I'm 'Ere". Hun debuutalbum "In At The Deep End" werd in 2005 uitgebracht en is meer dan 60.000 keer verkocht. Hij staat ook bekend als de mentor van Dizzee Rascal en hielp mee met het produceren van Dizzee's eerste album Boy In Da Corner (2002).
Wiley was een van de eersten die de Grime sound produceerde en is de grondlegger van het sub-genre eskimo garage (ook wel eski-beat genoemd). De naam is een verwijzing naar de emotionele koude en kille kant van deze muziekstijl. Zijn eerste uitgebrachte single onder het label XL Recordings was 'Wot U Call It?' (afkomstig van zijn debuutalbum 'Treddin On Thin Ice'), waarin hij een definitie probeert te geven van zijn muziekstijl.
Hij heeft een eigen label na en voordat hij bij XL Records zat en daarnaast is hij organisator van verschillende grime 'raves' (niet te verwarren met een houseparties), waaronder het populaire 'Eskimo Dance'.
Hij wordt gezien als een van de meest talentvolle MCs en producers in het Grime-genre.
Wiley kwam in juli 2020 in opspraak nadat hij een serie antisemitische Tweets plaatste, waarin hij Joden omschreef als “cowards” en “snakes” en hen vergeleek met de KKK. Later heeft hij zich verontschuldigd voor het veralgemenen van de Joodse gemeenschap.

## Discografie

### Albums
- Treddin' on Thin Ice (2004)
- Da 2nd Phaze (2006)
- Playtime Is Over (2007)
- Grime Wave (2008)
- See Clear Now (2008)
- Race Against Time (2009)
- 100% Publishing (2011)
- Chill Out Zone (2011)
- Evolve Or Be Extinct (2012)
- The Ascent (2013)
- Snakes & Ladders  (2014)
- #8  (2015)
- Godfather (2017)
- Godfather II (2018)
- The Godfather 3 (2020)
- Boasty Gang (2020)
- Anti-Systemic (2021)

### Mixtapes
- Tunnel Vision Volume 1-6 (2004-2006)
- Offload Volume 01 (2011)
- Creating A Buzz Volume 1, Hosted By DJ Whoo Kid (2011)

- Bibliothèque nationale de France: cb14636093n (data)
- Gemeinsame Normdatei: 135369355
- International Standard Name Identifier: 0000 0000 9358 0286
- Library of Congress Control Number: no2005027216
- MusicBrainz: d0f61299-9caa-4e6b-8b10-2839de120b27
- Nationale Bibliotheek van Tsjechië: xx0077443
- Nederlandse Thesaurus van Auteursnamen: 413887596
- Système universitaire de documentation: 25355411X
- Virtual International Authority File: 10105401
- WorldCat: E39PBJqfD77XRywBV4YMDmxRrq